# Cornelis Janssens van Ceulen
Cornelis Janssens van Ceulen, baptisé le 14 octobre 1593 à Londres et inhumé le 5 août 1661 à Utrecht, est un peintre et miniaturiste du siècle d'or néerlandais.

## Biographie
Né de parents flamands originaires de Cologne réfugiés à Londres, Cornelis Janssens van Ceulen reçoit une formation artistique empreinte du style hollandais, peut-être aux Pays-Bas.
En 1619, il est en Angleterre où il assiste au baptême de son neveu, Theodore Russell.
Dans les années 1620, il possède un atelier à Blackfriars à Londres, comme Antoine van Dyck et Peter Oliver.
En juillet 1622, il épouse Elizabeth Beke de Colchester. L'un de ses fils Cornelius Janson van Ceulen le Jeune deviendra lui aussi peintre.
Il s'installe à Canterbury au milieu des années 1630, où il vit chez Arnold Braems, un marchand flamand.
En octobre 1643, il s'installe à Middelbourg, où il rejoint la guilde de Saint-Luc.
De 1646 à 1652 il vit à Amsterdam, avant de s'installer à Utrecht où il reste jusqu'à sa mort.